# Dalkarlsnäs
Dalkarlsnäs är en bebyggelse vid sydöstra stranden av Ljustern söder om Säter i Säters kommun. Mellan 2015 och 2020 avgränsade SCB här en småort. Vid avgränsningen 2020 klassades bebyggelsen som en del av tätorten Säter.